# 特雷维莱
特雷维莱（義大利語：Treville），是意大利亚历山德里亚省的一个市镇。总面积4.67平方公里，人口281人，人口密度60.2人/平方公里（2009年）。ISTAT代码为006175。